# Paratanytarsus hyperboreus
Paratanytarsus hyperboreus är en tvåvingeart som beskrevs av Lars Zakarias Brundin 1949. Paratanytarsus hyperboreus ingår i släktet Paratanytarsus och familjen fjädermyggor. Arten är reproducerande i Sverige. Inga underarter finns listade i Catalogue of Life.